# Монстры: История Лайла и Эрика Менендес
Монстры: История Лайла и Эрика Менендеc (англ. Monster: The Lyle and Erik Menendez Story) — второй сезон американского биографического криминального сериала-антологии «Монстры», созданного Райаном Мерфи и Иэном Бреннаном для Netflix.
В центре сюжета этого сезона — убийство Хосе и Китти Менендес в 1989 году, совершенное их сыновьями Лайлом и Эриком.
Данный сезон получил смешанные отзывы критиков, которые хвалили выступления, музыку и общее качество производства, но критиковали его продолжительность, непоследовательный тон, а также кровосмесительное и гомоэротическое изображение братьев Менендес. Эрик Менендес осудил сезон за неточности, в частности, за характеристику Лайла.

## Сюжет
Сериал рассказывает историю братьев Менендес, совершивших убийство своих родителей. Хотя обвинение утверждало, что они хотели унаследовать семейное состояние, братья продолжают утверждать, что их действия проистекали из страха перед физическим, эмоциональным и сексуальным насилием, которому они подвергались всю жизнь.

## В ролях

### В главных ролях
- Хавьер Бардем — Хосе Менендес, отец.
- Хлоя Севиньи — Китти Менендес, мать.
- Купер Кох — Эрик Менендес.
- Николас Александр Чавес — Лайл Менендес.
- Эри Грейнор — Лесли Абрамсон, адвокат.
- Нейтан Лейн — Доминик Данн, журналист.

### Второстепенные роли
- Джейсон Батлер Харнер — детектив Лес Зоеллер
- Даллас Робертс — доктор Джером Озиэль
- Лесли Гроссман — Джудалон Смит
- Чарли Холл — Крейг Сигнарелли

## Список эпизодов
| № | Название                                                                  | Режиссёр        | Автор сценария                                       | Дата премьеры    |
| - | ------------------------------------------------------------------------- | --------------- | ---------------------------------------------------- | ---------------- |
| 1 | «Виноват дождь» «Blame It on the Rain»                                    | Карл Франклин   | Райан Мерфи и Иэн Бреннан                            | 19 сентября 2024 |
| 2 | «Поход по магазинам» «Spree»                                              | Карл Франклин   | Дэвид МакМиллан и Иэн Бреннан                        | 19 сентября 2024 |
| 3 | «Брат, не найдется ли у тебя 10 центов?» «Brother, Can You Spare a Dime?» | Пэрис Баркли    | Дэвид МакМиллан и Иэн Бреннан                        | 19 сентября 2024 |
| 4 | «Убей или будь убитым» «Kill Or Be Killed»                                | Пэрис Баркли    | Дэвид МакМиллан и Иэн Бреннан                        | 19 сентября 2024 |
| 5 | «Пострадавший человек» «The Hurt Man»                                     | Майкл Аппендаль | Иэн Бреннан                                          | 19 сентября 2024 |
| 6 | «Не мечтайте, что все кончено» «Don't Dream It's Over»                    | Макс Уинклер    | Райан Мерфи и Иэн Бреннан                            | 19 сентября 2024 |
| 7 | «Шоу начинается» «Showtime»                                               | Майкл Аппендаль | Тод Кубрак, Рейли Смит и Дэвид Макмиллан             | 19 сентября 2024 |
| 8 | «Сейсмические сдвиги» «Seismic Shifts»                                    | Иэн Бреннан     | Иэн Бреннан                                          | 19 сентября 2024 |
| 9 | «Повешенный человек» «Hang Men»                                           | Майкл Аппендаль | Иэн Бреннан, Дэвид Макмиллан,Тод Кубрак и Рейли Смит | 19 сентября 2024 |

## Награды и номинации
| Награда                             | Год  | Категория                                                       | Номинант                                | Результат | Ист.  |
| ----------------------------------- | ---- | --------------------------------------------------------------- | --------------------------------------- | --------- | ----- |
| Премия «Золотой глобус»             | 2025 | Лучший мини-сериал или телефильм                                | Монстры: История Лайла и Эрика Менендес | Номинация | [ 3 ] |
| Премия «Золотой глобус»             | 2025 | Лучшая мужская роль в мини-сериале или телефильме               | Купер Кох                               | Номинация | [ 3 ] |
| Премия «Золотой глобус»             | 2025 | Лучшая мужская роль второго плана в мини-сериале или телефильме | Хавьер Бардем                           | Номинация | [ 3 ] |
| The Daily Californian's Arts Awards | 2024 | Лучший мужская роль в драматическом сериале — телевидение       | Купер Кох                               | Победа    | [ 4 ] |